# Joseph Alfidi
Joseph Alfidi (Yonkers, New York, 1949. május 28. – Brüsszel, 2015. február 2.) amerikai olasz zongorista, zeneszerző és karmester. Már 7 évesen fellépést tartott.